# Mittelschweizerische Geographisch-Commercielle Gesellschaft

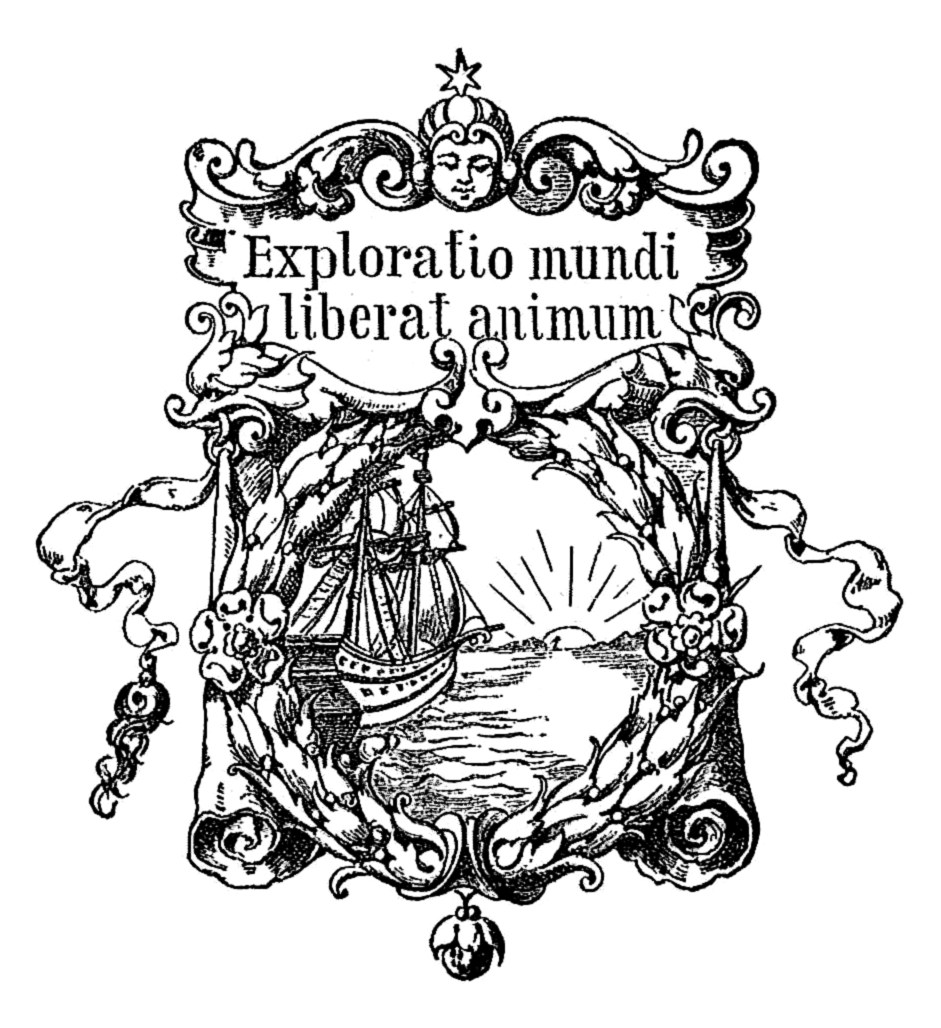
Das von Eugen Steimer gestaltete Signet mit dem Wahlspruch der Gesellschaft

Die Mittelschweizerische Geographisch-Commercielle Gesellschaft war eine zwischen 1884 und 1905 bestehende geografische Gesellschaft mit Sitz in Aarau. Unter dem Präsidium des damaligen Leiters der Aargauer Kantonsbibliothek, Hermann Brunnhofer, führte sie verschiedene an aussereuropäischem Handel interessierte Kaufleute und Unternehmer der Region Aarau zusammen. Unter den Gründungsmitgliedern der Gesellschaft waren der Industrielle Carl Franz Bally sowie der Inhaber des Sauerländer Verlags, Remigius Sauerländer.
Die übergeordneten Ziele der Gesellschaft waren ihren Statuten zufolge einerseits die Hebung des wissenschaftlichen Studiums der Geografie, anderseits die Förderung des Gewerbes und der Exportindustrie. Um diese Ziele zu erreichen, sahen die Statuten neben dem Aufbau einer geografischen Fachbibliothek vor allem die Gründung eines ethnologischen Gewerbemuseums vor. Ein solches Museum wurde durch die Gesellschaft 1886 in Aarau eröffnet. Konservator wurde der junge Kaufmann Karl Bührer. Neben Gewerbeprodukten, Kunstwerken und Altertümern avancierten Fotografien zu den bevorzugten Sammelobjekten der Gesellschaft. Die Bilder stammten dabei sowohl von privaten Zuträgern als auch von gewerblichen Fotografen, wie beispielsweise Giorgio Sommer. 1888 wurde auf der Basis dieser Sammlung in Aarau ein «Photographisches Museum» eingerichtet, das als solches Pionierstatus beanspruchen darf.
Nach der Feststellung schwerwiegender Mängel in der Geschäftsführung reorganisierte sich die Gesellschaft 1889. Brunnhofer wurde als Präsident abgesetzt und durch den Arzt Alfred Stähelin ersetzt. Das Fotomuseum wurde mit der Kantonalen Muster- und Modellsammlung zusammengelegt. 1892 fand die Sammlung Platz in der ehemaligen Villa Feer, die in den folgenden Jahren zum Kantonalen Gewerbemuseum ausgebaut wurde.
1897 geriet die Gesellschaft in Finanznöte, worauf ihre Bestände vollständig in die Sammlung des Gewerbemuseum übergingen. 1905 löste sich die Mittelschweizerische Geographisch-Commercielle Gesellschaft schliesslich auf. Als die  verschiedenen Sammlungen nach 1958 aus dem ursprünglichen Gewerbemuseum ausquartiert wurden, kam die  Muster- und Modellsammlung und mit ihr die Bestände des Fotomuseums auf den Dachboden des Regierungsgebäudes. 2005 wurden diese Bestände vom Staatsarchiv Aargau übernommen. Die ethnografischen Objekte gehören heute zur Historischen Sammlung des Museum Aargau.

## Weblink
- Staatsarchiv Aargau: F.MG Mittelschweizerische Geographisch-Commercielle Gesellschaft, 1885-1910 (Bestand)